# Иванов, Николай Павлович (Герой Советского Союза)
Николай Павлович Иванов (1908-1943) — гвардии подполковник Советской Армии, участник Великой Отечественной войны, Герой Советского Союза (1943).

## Биография
Николай Иванов родился 26 ноября 1908 года в деревне Погорелка Любимского уезда (ныне — Первомайский район Ярославской области). В 1926 году он окончил девять классов школы в городе Любим. В 1930 году Иванов был призван на службу в Рабоче-крестьянскую Красную Армию. В 1931 году он окончил Борисоглебскую военную авиационную школу пилотов, в 1933 году — школу командиров звеньев. С ноября 1942 года — на фронтах Великой Отечественной войны. Принимал участие в боях на Западном, Волховском, Северо-Западном, Брянском фронтах.
К августу 1943 года гвардии подполковник Николай Иванов командовал 63-м гвардейским истребительным авиаполком 3-й гвардейской истребительной авиадивизии 1-го гвардейского истребительного авиакорпуса 15-й воздушной армии Брянского фронта. К тому времени он совершил 50 боевых вылетов, в воздушных боях сбил 15 вражеских самолётов. 7 августа 1943 года Иванов погиб в бою в районе железнодорожной станции Хотынец в Орловской области.
Указом Президиума Верховного Совета СССР от 2 сентября 1943 года за «образцовое выполнение боевых заданий командования на фронте борьбы с немецкими захватчиками и проявленные при этом мужество и героизм» гвардии подполковник Николай Иванов посмертно был удостоен высокого звания Героя Советского Союза. Также был награждён орденами Ленина, Красного Знамени, Александра Невского и рядом медалей.

## Память
- Памятник Иванову установлен у здания Шильпуховской средней школы Первомайского района Ярославской области[1].

## Образ в искусстве
Подполковник Иванов послужил прототипом командира полка Иванова в произведении Бориса Полевого «Повесть о настоящем человеке» — именно в его полку после лечения в госпитале служил и совершал боевые вылеты Герой Советского Союза Алексей Маресьев.